# Bandera de Madagascar

Bandera del poble merina des de 1997 (ratio 2:3)

La bandera de Madagascar està composta de tres colors (vermell, verd i blanc), amb una banda vertical blanca i dues bandes horitzontals verdes i vermelles. Els colors de la bandera fan referència a la Gran Illa, molt diversa.
Els colors de la bandera representen la història de Madagascar i les classes tradicionals de camperols. El vermell i el blanc eren els colors del regne Imerina, que va ser conquerit per França el 1896. Es van utilitzar a la bandera de l'últim monarca Imerina, la reina Ranavalona III. El verd era el color dels Hova, la classe més gran de pagesos plebeus, que van tenir un paper important en l'agitació antifrancesa i en el moviment independentista.

## Origen dels colors
- Vermell: color de l'argila que fa referència als murs de les cases de l'Imerina, com el color dels reis antics o símbol de la sang dels immolats per retrobar els morts, molt típic de l'animisme, present a Madagascar.
- Blanc: com l'arròs que es cultiva i es recull, però també del teixit lamba que vesteixen les dones malgaixes.
- Verd: company dels viatges amb l'arbre cocoter ravenala, que és l'arbre dels viatges, l'emblema de Madagascar, símbol de la unió entre l'home i la natura.

## Banderes històriques

Bandera del Regne merina (1810-1885)
Bandera del Protectorat francès de Madagascar (1885-1896)
Bandera francesa de la Colònia de Madagascar (1896-1958)

## Altres

Bandera presidencial